# Robert Štěrba
Robert Štěrba (ur. 6 marca 1961 w Pradze) – czechosłowacki kolarz torowy, brązowy medalista mistrzostw świata.

## Kariera
Największy sukces w karierze Robert Štěrba odniósł w 1983 roku, kiedy wspólnie z Alešem Trčką, Pavlem Soukupem i Františkiem Raboniem zdobył brązowy medal w drużynowym wyścigu na dochodzenie podczas mistrzostw świata w Zurychu. Był to jedyny medal wywalczony przez Štěrbę na międzynarodowej imprezie tej rangi. Nigdy nie wystąpił na igrzyskach olimpijskich. Po zakończeniu kariery założył firmę Štěrba-bike, która zajmuje się między innymi handlem zabytkowymi rowerami.